# Suramis tsikhe
Pour plus de détails, voir Fiche technique et Distribution.
Suramis tsikhe (titre international : The Suram Fortress ; en géorgien : სურამის ციხე ; en russe : Сурамская крепость) est un film d'aventure soviétique géorgien réalisé par Ivan Perestiani et sorti en 1922. Le scénario est basé sur le roman de Daniel Chonkadze du même titre.
Le film se compose de deux nouvelles. Le premier est consacré au destin tragique de la paysanne serf Maria. L'action de la deuxième nouvelle se déroule en Iméréthie. Une serf donne naissance à un garçon du fils d'un propriétaire terrien. Sur ordre du vieux prince, l'enfant est kidnappé et envoyé pour être élevé à Tiflis. Les années passent. Durmishkhan est élevé par la sœur du prince avec son pair, l'orphelin Vardua. Lorsque Durmishkhan se lance dans son premier voyage, il jure son amour et sa loyauté à Vardua, mais il en épouse bientôt une autre et s'installe à Surami. En apprenant la trahison de son amant, Vardua décide de se venger cruellement. Lors d'une invasion turque de l'Iméréthie, elle convainc le roi géorgien qu'il sera victorieux si le fils de Durmishkhan est scellé vivant dans le mur de la forteresse de Sourami. Le roi ordonne que l'ordre soit exécuté.

## Fiche technique
- Titre original :  Suramis tsikhe
- Réalisation : Ivan Perestiani
- Scénario : Ivan Perestiani, adapté d'un roman de Daniel Chonqadze
- Photographie : Boris Zavelev
- Montage :
- Musique :
- Production :
- Sociétés de production :
- Pays de production : URSS
- Langue originale : russe
- Format : noir et blanc
- Genre : aventure
- Durée : 70 minutes
- Dates de sortie[1] :
  - Union soviétique : 1922

## Distribution
- Amo Bek-Nazarov : Durmishkhani (comme Aleqsandre Bek-Nazarovi)
- Mikhaïl Tchiaoureli : Osman Aga
- Shalva Dadiani : le comte Tsereteli
- Tamar Sakvarelidze : Vardua
- Tatiana Maksimova : Gaiane
- Nino Dolidze : Nino
- Olga Maisuryan : la mère de Nino et Osman Aqa
- N. Odankevitch : le prince Moukhraneli
- Emanuel Afkhaidze : Messager
- Valerian Gunia : Ministre
- Zaqaria Berishvili

## Récompenses et distinctions
- « Suramis tsikhe » ((en) récompenses), sur l'Internet Movie Database (consulté le 3 janvier 2025)